# Stromboidea
Super-famille
La super-famille des Stromboidea regroupe des mollusques gastéropodes de l'ordre des Littorinimorpha (ou des Discopoda suivant les classifications).
Elle a été créée par Constantine Samuel Rafinesque (1783-1840) en 1815.

## Liste des familles
Selon World Register of Marine Species (27 mars 2016) :
- famille Aporrhaidae Gray, 1850
- famille Colombellinidae P. Fischer, 1884 †
- famille Dilatilabridae Bandel, 2007 †
- famille Hippochrenidae Bandel, 2007 †
- famille Pereiraeidae Bandel, 2007 †
- famille Rostellariidae Gabb, 1868
- famille Seraphsidae Gray, 1853
- famille Strombidae Rafinesque, 1815
- famille Struthiolariidae Gabb, 1868
- famille Thersiteidae Savornin, 1915 †
- famille Tylostomatidae Stoliczka, 1868 †

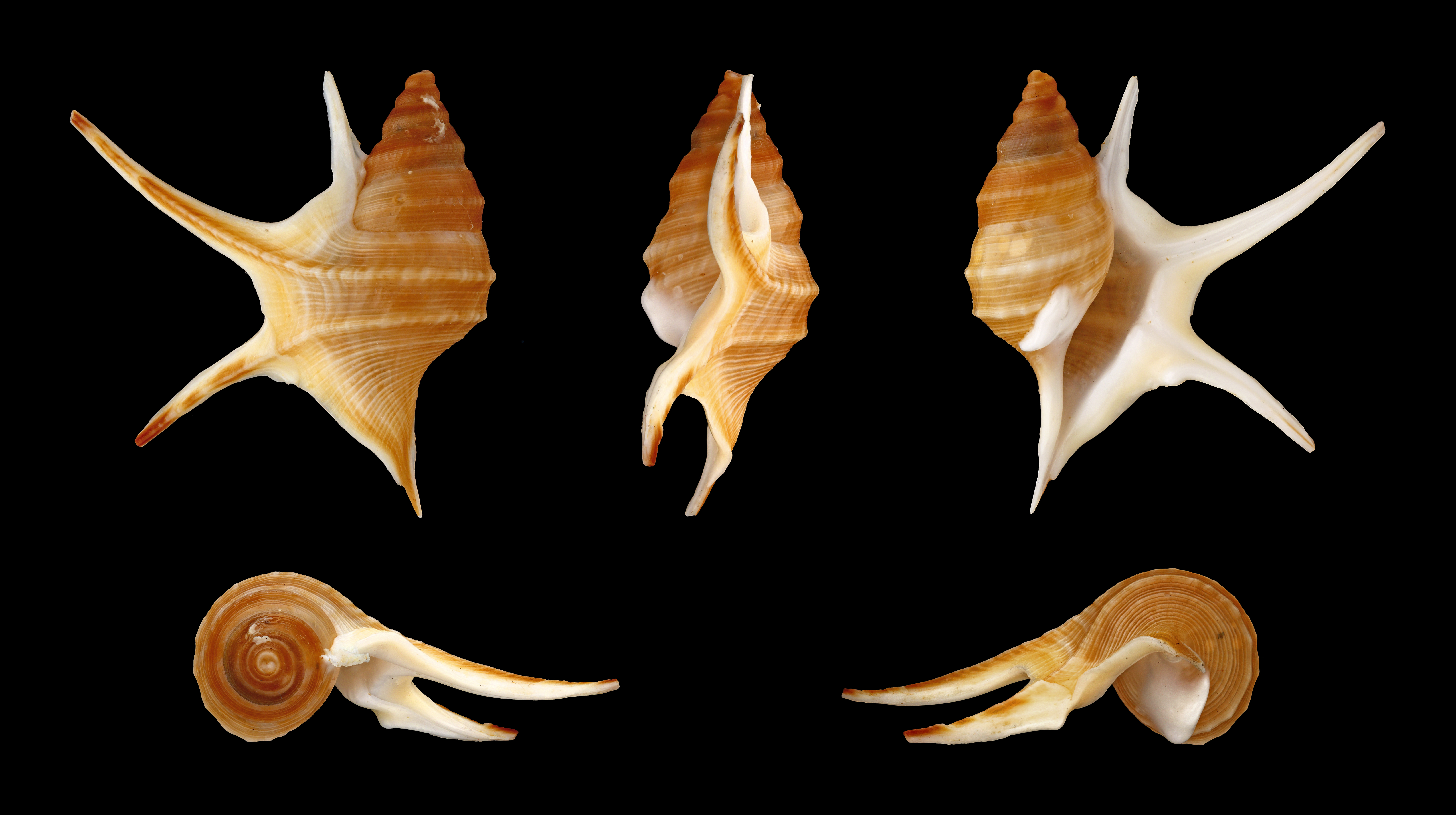
Aporrhais pesgallinae, un Aporrhaidae
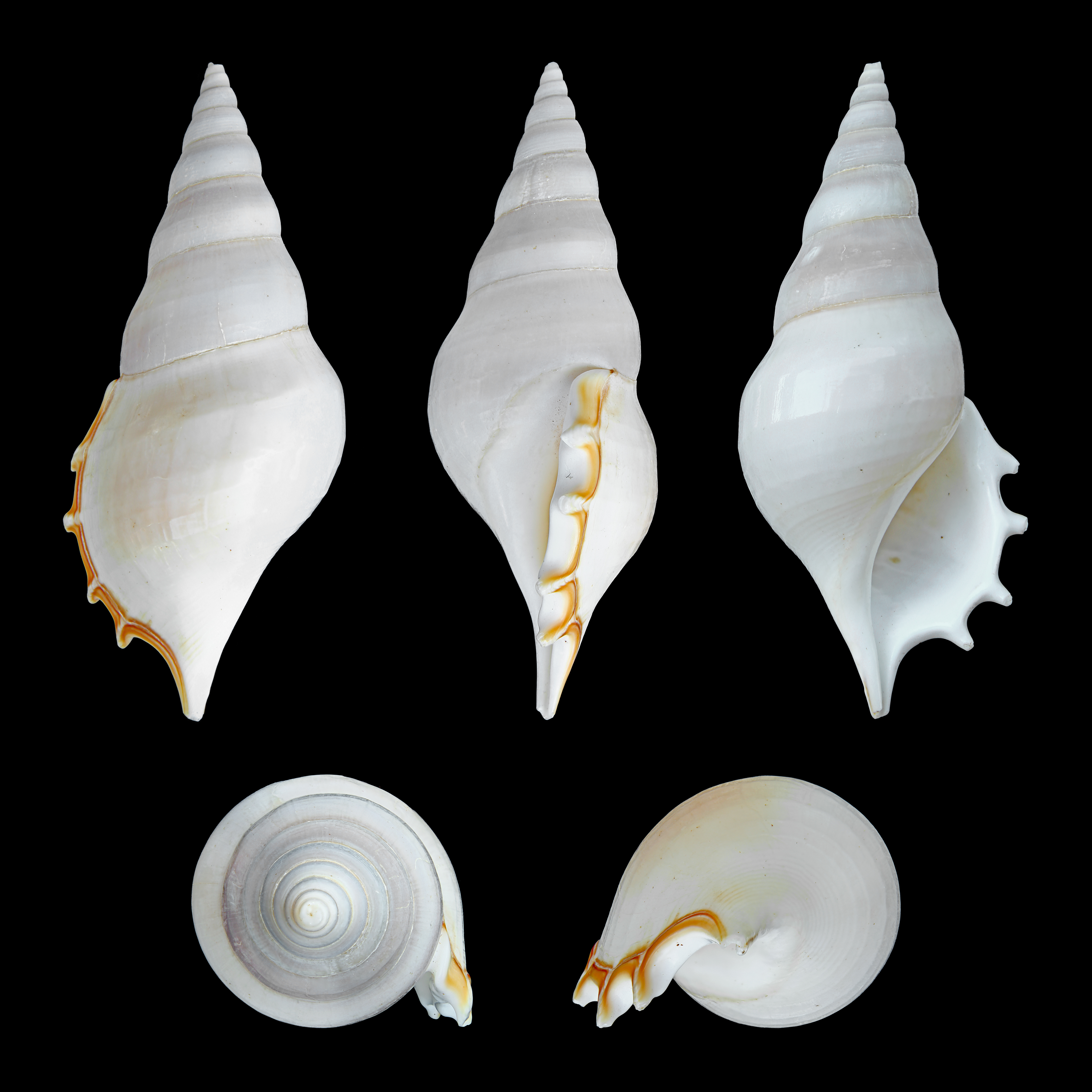
Rostellariella delicatula, un Rostellariidae
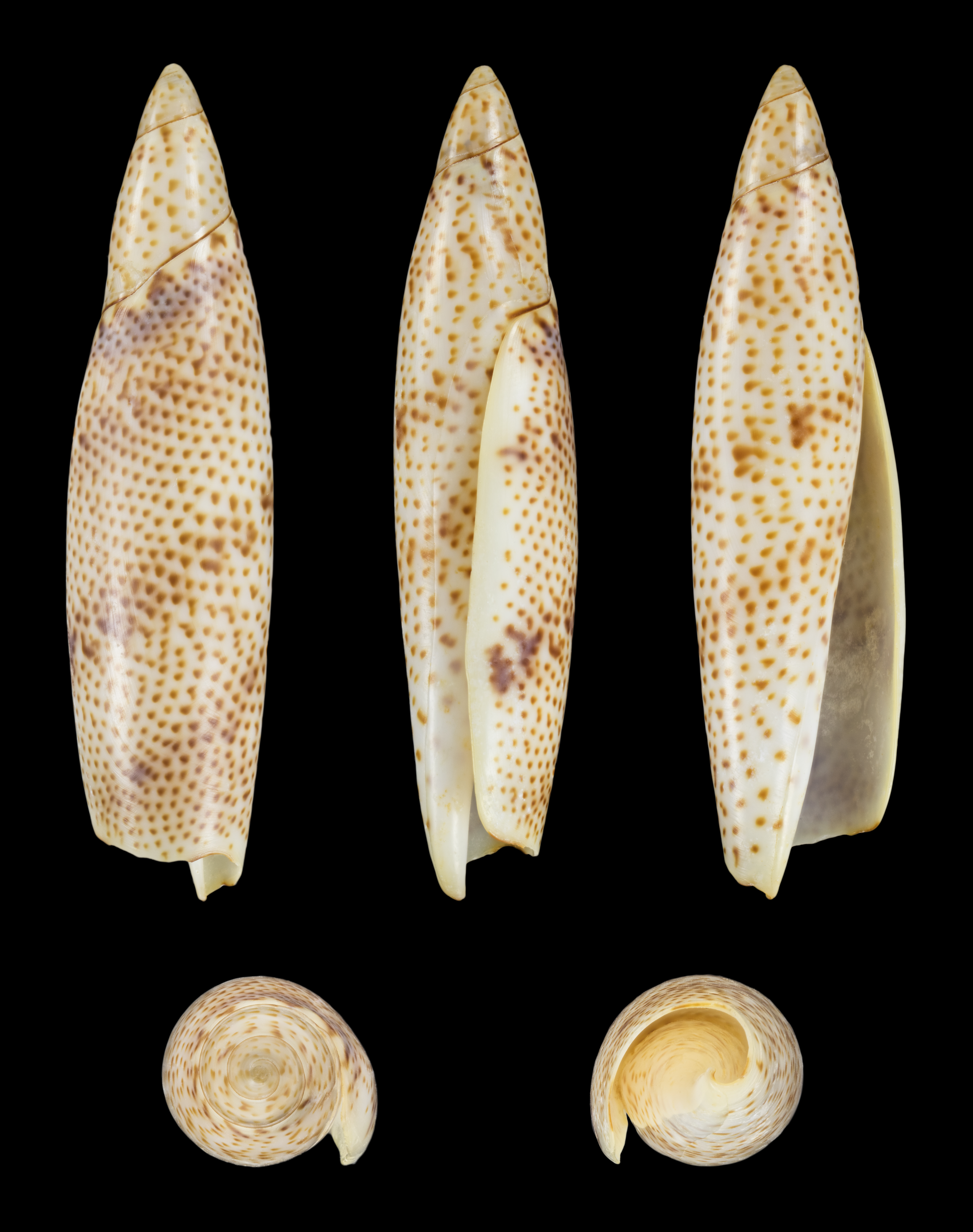
Terebellum terebellum, un Seraphsidae
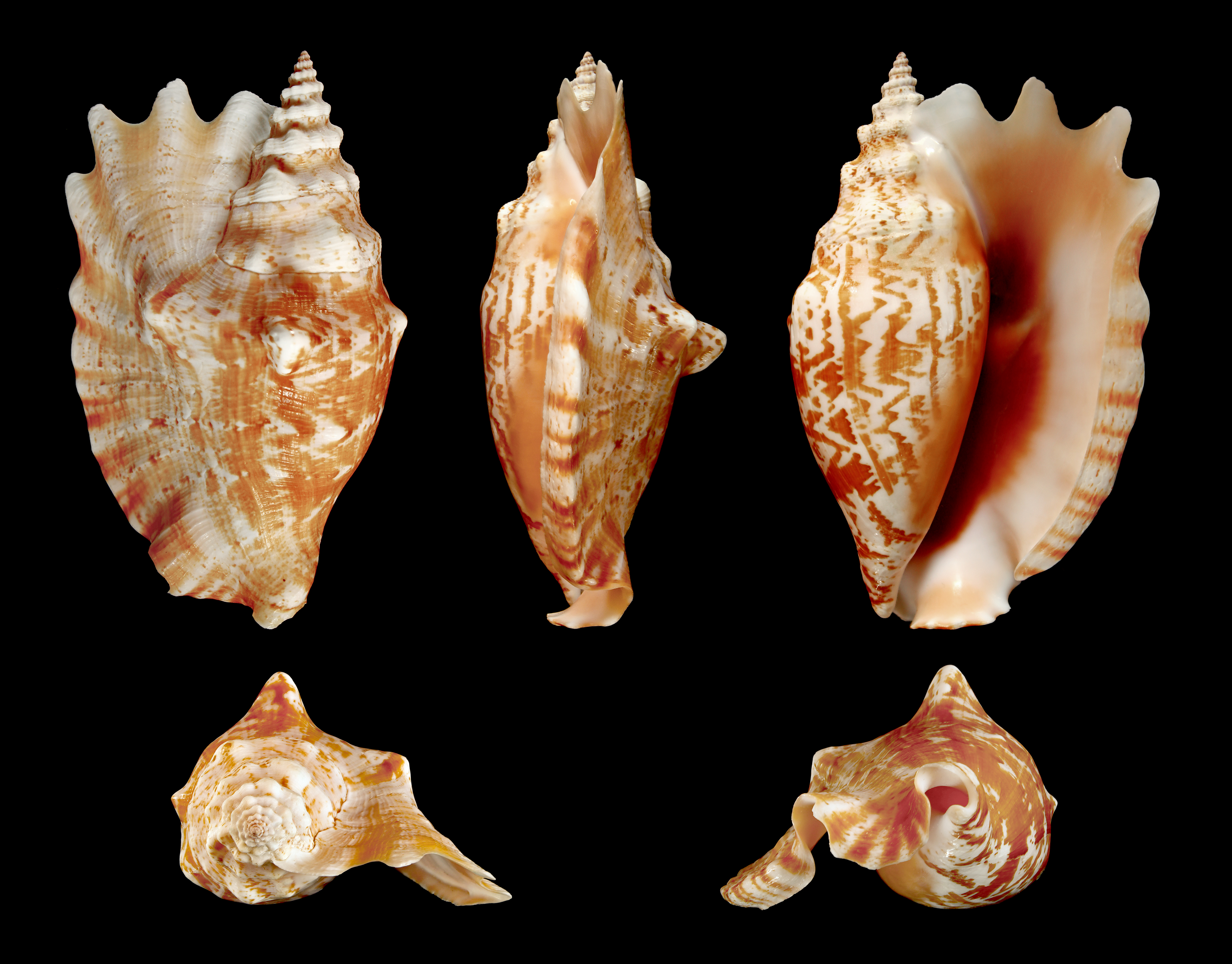
Sinustrombus sinuatus, un Strombidae
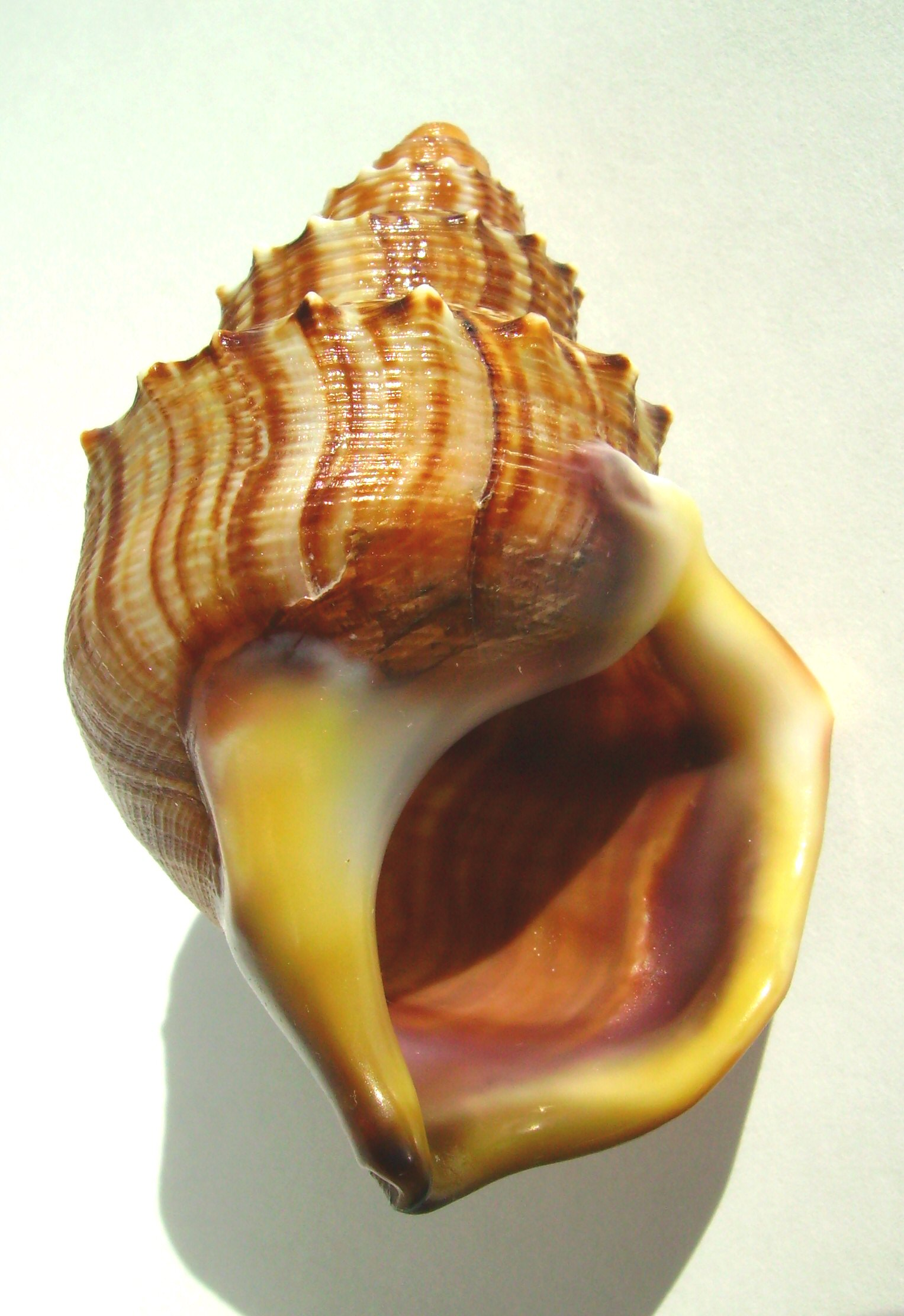
Struthiolaria papulosa, un Struthiolariidae